# Кубок України з футболу серед аматорів 2007

## Перелік матчів

### Перший раунд (1/16)
| «Конфермат» (Хмельницький) | 1:7 | «Ларіс» (Калинівка) | 0:1 та 1:6 |
| «Торпедо» (Миколаїв)       | 3:2 | ФК «Нікополь»       | 2:0 та 1:2 |

### Другий раунд (1/8)
| «Ларіс» (Калинівка)      | 1:5 | ОДЕК (Оржів)                | 1:3 та 0:2 |
| «Галич» (Збараж)         | 2:3 | «Рава» (Рава-Руська)        | 1:2 та 1:1 |
| ФК «Ніжин»               | 5:1 | «Газовик» (Червоний Донець) | 5:1 та 0:0 |
| «Металург» (Малин)       | 0:1 | «Єдність-2» (Плиски)        | 0:1 та -:+ |
| «Ходак» (Черкаси)        | 3:3 | «Бастіон» (Іллічівськ)      | 2:0 та 1:3 |
| «Ікар-ДЛАУ» (Кіровоград) | +:- | «Сігма» (Херсон)            | +:- та +:- |
| «Мир» (Горностаївка)     | 1:4 | «Атлант» (Кривий Ріг)       | 1:2 та 0:2 |
| «Торпедо» (Миколаїв)     | 5:1 | «Бриз» (Ізмаїл)             | 2:0 та 3:1 |

### Чвертьфінали (1/4)
| ОДЕК (Оржів)          | 3:4 | «Рава» (Рава-Руська)     | 3:2 та 0:2 |
| ФК «Ніжин»            | 2:4 | «Єдність-2» (Плиски)     | 0:1 та 2:3 |
| «Ходак» (Черкаси)     | 3:3 | «Ікар-ДЛАУ» (Кіровоград) | 1:0 та 2:3 |
| «Атлант» (Кривий Ріг) | 1:3 | «Торпедо» (Миколаїв)     | 0:2 та 1:1 |

### Півфінали (1/2)
| «Рава» (Рава-Руська) | 2:2 | «Єдність-2» (Плиски) | 2:1 та 0:1 |
| «Ходак» (Черкаси)    | 3:5 | «Торпедо» (Миколаїв) | 0:2 та 3:3 |

### Фінал
| «Єдність-2» (Плиски) | 2:0 | «Торпедо» (Миколаїв) | 0:0 та 2:0 |